# Дубојс (Вајоминг)
Дубојс (енгл. Dubois) град је у америчкој савезној држави Вајоминг.

## Демографија
По попису из 2010. године број становника је 971, што је 9 (0,9%) становника више него 2000. године.
| Група             | 2000.       | 2010.       |
| Белци             | 918 (95,4%) | 928 (95,6%) |
| Афроамериканци    | 1 (0,1%)    | 4 (0,4%)    |
| Азијати           | 3 (0,3%)    | 12 (1,2%)   |
| Хиспаноамериканци | 11 (1,1%)   | 4 (0,4%)    |
| Укупно            | 962         | 971         |